# Coppa del Bangladesh 2023-2024
La Coppa del Bangladesh 2023-2024, anche nota come ABG Bashundhara Federation Cup 2023-2024 per motivi di sponsorizzazione, è stata la trentacinquesima edizione della coppa nazionale del Bangladesh. Il torneo è iniziato il 26 dicembre 2023 ed è terminato il 22 maggio 2024 con la finale.
La squadra campione in carica è il Mohammedan, che nell'edizione 2022-2023 ha conquistato la sua undicesima coppa.

## Calendario
| Turno            | Incontri                            |
| ---------------- | ----------------------------------- |
| Gironi           | 26 dicembre 2023 - 13 febbraio 2024 |
| Quarti di finale | 2-30 aprile 2024                    |
| Semifinali       | 7-16 maggio 2024                    |
| Finale           | 22 maggio 2024                      |

## Fase a gironi
Il sorteggio per la fase a gironi si è tenuto il 13 dicembre 2023 a Dacca. Le 10 squadre partecipanti sono divise in tre gironi, dai quali si qualificano alla fase successiva le prime due di ogni girone e le due migliori terze.

### Girone A
| Squadra           | Pt | G | V | P | S | RF | RS | DR |
| ----------------- | -- | - | - | - | - | -- | -- | -- |
| Sheikh Jamal      | 4  | 2 | 1 | 1 | 0 | 6  | 3  | +3 |
| Bangladesh Police | 2  | 2 | 0 | 2 | 0 | 4  | 4  | 0  |
| Rahmatganj        | 1  | 2 | 0 | 1 | 1 | 3  | 6  | -3 |

### Girone B
| Squadra                    | Pt | G | V | P | S | RF | RS | DR  |
| -------------------------- | -- | - | - | - | - | -- | -- | --- |
| Mohammedan                 | 9  | 3 | 3 | 0 | 0 | 6  | 3  | +3  |
| Abahani Ltd. Dacca         | 6  | 3 | 2 | 0 | 1 | 10 | 2  | +8  |
| Abahani Limited Chittagong | 3  | 3 | 1 | 0 | 2 | 4  | 5  | -1  |
| Brothers Union             | 0  | 3 | 0 | 0 | 3 | 1  | 11 | -10 |

### Girone C
| Squadra           | Pt | G | V | P | S | RF | RS | DR |
| ----------------- | -- | - | - | - | - | -- | -- | -- |
| Bashundhara Kings | 6  | 2 | 2 | 0 | 0 | 2  | 0  | +2 |
| Fortis            | 3  | 2 | 1 | 0 | 1 | 3  | 2  | +1 |
| Sheikh Russel     | 0  | 2 | 0 | 0 | 2 | 1  | 4  | -3 |

## Eliminazione diretta

### Tabellone
|  | Quarti di finale | Quarti di finale   | Quarti di finale   |                    |                   | Semifinali        | Semifinali | Semifinali |  |  | Finale | Finale | Finale |  |
|  |                  |                    |                    |                    |                   |                   |            |            |  |  |        |        |        |  |
|  | 1B               | Mohammedan         | 2                  |                    |                   |                   |            |            |  |  |        |        |        |  |
|  | 1B               | Mohammedan         | 2                  |                    |                   |                   |            |            |  |  |        |        |        |  |
|  | 3C               | Sheikh Russel      | 1                  |                    |                   |                   |            |            |  |  |        |        |        |  |
|  | 3C               | Sheikh Russel      | 1                  |                    | Mohammedan        | Mohammedan        | 2          |            |  |  |        |        |        |  |
|  |                  |                    |                    |                    | Mohammedan        | Mohammedan        | 2          |            |  |  |        |        |        |  |
|  |                  |                    | Bangladesh Police  | Bangladesh Police  | 1                 |                   |            |            |  |  |        |        |        |  |
|  | 1A               | Sheikh Jamal       | Bangladesh Police  | Bangladesh Police  | 1                 | 0                 |            |            |  |  |        |        |        |  |
|  | 1A               | Sheikh Jamal       |                    |                    |                   |                   |            |            |  |  |        |        |        |  |
|  | 1B               | Bangladesh Police  | 3                  |                    |                   |                   |            |            |  |  |        |        |        |  |
|  | 1B               | Bangladesh Police  | 3                  | Mohammedan         |                   |                   |            |            |  |  |        |        |        |  |
|  |                  |                    |                    |                    |                   |                   |            |            |  |  |        |        |        |  |
|  |                  |                    | Bashundhara Kings  |                    |                   |                   |            |            |  |  |        |        |        |  |
|  | 1C               | Bashundhara Kings  | 2                  |                    |                   |                   |            |            |  |  |        |        |        |  |
|  | 1C               | Bashundhara Kings  | 2                  |                    |                   |                   |            |            |  |  |        |        |        |  |
|  | 3A               | Rahmatganj         | 0                  |                    |                   |                   |            |            |  |  |        |        |        |  |
|  | 3A               | Rahmatganj         | 0                  |                    | Bashundhara Kings | Bashundhara Kings | 3          |            |  |  |        |        |        |  |
|  |                  |                    |                    |                    | Bashundhara Kings | Bashundhara Kings | 3          |            |  |  |        |        |        |  |
|  |                  |                    | Abahani Ltd. Dacca | Abahani Ltd. Dacca | 0                 |                   |            |            |  |  |        |        |        |  |
|  | 2B               | Abahani Ltd. Dacca | Abahani Ltd. Dacca | Abahani Ltd. Dacca | 0                 | 3                 |            |            |  |  |        |        |        |  |
|  | 2B               | Abahani Ltd. Dacca |                    |                    |                   |                   |            |            |  |  |        |        |        |  |
|  | 2C               | Fortis             | 1                  |                    |                   |                   |            |            |  |  |        |        |        |  |

### Quarti di finale
| Squadra 1         | Risultato | Squadra 2          |
| ----------------- | --------- | ------------------ |
| 2 aprile 2024     |           |                    |
| Mohammedan        | 2 – 1     | Sheikh Russel      |
| 16 aprile 2024    |           |                    |
| Bashundhara Kings | 2 – 0     | Rahmatganj         |
| 23 aprile 2024    |           |                    |
| Sheikh Jamal      | 0 – 3     | Bangladesh Police  |
| 30 aprile 2024    |           |                    |
| Fortis            | 1 – 3     | Abahani Ltd. Dacca |

### Semifinali
| Squadra 1         | Risultato | Squadra 2          |
| ----------------- | --------- | ------------------ |
| 7 maggio 2024     |           |                    |
| Mohammedan        | 2 – 1     | Bangladesh Police  |
| 14 maggio 2024    |           |                    |
| Bashundhara Kings | 3 – 0     | Abahani Ltd. Dacca |

### Finale
| Arbitro: | Jasim Akhter |

|              |           |                        |
| Emmanuel 63’ | Marcatori | 7’ Figueira 105’ Jahid |